# Mount Phoebe
Mount Phoebe är ett berg i Antarktis. Det ligger i Västantarktis. Argentina, Chile och Storbritannien gör anspråk på området. Toppen på Mount Phoebe är 300 meter över havet.
Terrängen runt Mount Phoebe är huvudsakligen platt, men åt sydost är den kuperad. Trakten är obefolkad. Det finns inga samhällen i närheten.